# Трисульфид рубидия
Сульфид рубидия — бинарное неорганическое химическое соединение рубидия с серой 
с химической формулой Rb2S3,
жёлто-красные кристаллы.

## Получение
- Прямой синтез из чистых веществ, растворённых в жидком аммиаке:

{\displaystyle {\mathsf {2Rb+3S\ {\xrightarrow {-77^{o}C,NH_{3}}}\ Rb_{2}S_{3}}}}

## Физические свойства
Трисульфид рубидия образует жёлто-красные кристаллы
ромбической сингонии,
пространственная группа C mc21,
параметры ячейки a = 0,7513 нм, b = 1,0375 нм, c = 0,7769  нм, Z = 4
.
При нагревании без доступа воздуха постепенно окрашивается в темно-коричневый цвет.
Трисульфид рубидия растворяется в воде, из которой кристаллизуется жёлтый, гигроскопичный гидрат Rb2S3•Н2O.